# Classe Amagi
Pour les articles homonymes, voir Amagi.
La classe Amagi est un projet avorté d'une série de quatre croiseurs de bataille pour la Marine impériale japonaise dans le cadre, dans les années 1920, de son programme de défense appelé « flotte huit-huit », soit une flotte de huit cuirassés et huit croiseurs de bataille. Les bateaux devaient porter les noms de Amagi, Akagi, Atago, et Takao, empruntés pour les trois premiers à des montagnes japonaises (le mont Amagi, le mont Akagi et le mont Atago), et pour le dernier à la ville de Takao à Taïwan, connue aujourd'hui sous le nom de Kaohsiung. La classe Amagi est une version agrandie de la classe des navires de guerre Tosa, avec néanmoins un blindage de plus faible épaisseur et une refonte de leur batterie secondaire.
Pour respecter les contraintes du traité de Washington de 1922, les navires de bataille initialement prévus durent être convertis en porte-avions. L’Amagi et l’Akagi, dont la construction avait été entamée, furent transformés, mais un tremblement de terre endommagea définitivement la coque de l’Amagi, qui fut abandonné. Seul l’Akagi fut entièrement construit, et mis en service durant la Seconde Guerre mondiale au sein de la formation aéronavale Kidô Butai, durant la bataille de Midway.

## Conception

### Artillerie
L'artillerie principale de chacun des navires devait être composée de dix canons de 16 pouces (406 mm)/45 répartis en cinq tourelles, malgré le fait qu'une version de 50 calibres, testée en 1920, aurait pu équiper les navires. Ces canons peuvent tirer des obus perforants d'une tonne.
Son artillerie secondaire aurait consisté en seize canons de 5,5 pouces (140 mm)/50 répartis de part et d'autre du centre du navire.

## Sources
- (en) Cet article est partiellement ou en totalité issu de l’article de Wikipédia en anglais intitulé « Amagi-class battlecruiser » (voir la liste des auteurs).